# O&K MV 6a / MV 6b
Die Typenreihen O&K MV 6a / MV 6b sind zweiachsige Diesellokomotiven mit hydraulischer Kraftübertragung, die vom Hersteller Orenstein & Koppel in fast 100 Exemplaren für den leichten Rangierdienst von 1953 bis 1968 hergestellt wurden. Einige Lokomotiven sind zum Stand 2020 noch vorhanden.

## Geschichte
Nachdem bei Orenstein & Koppel 1950 ein erstes Nachkriegs-Typenprogramm entstanden war, folgte schon bald darauf ein überarbeitetes Programm der zweiten Nachkriegsgeneration. Die Bezeichnung der Lokomotiven enthielt die Art der Krafterzeugung, der Kraftübertragung, etwa 1/20 der Motorleistung und einen Kennbuchstaben. Bei der beschriebenen Reihe MV 6a / 6b  bedeuten M = Motorlokomotive, V = Art der Kraftübertragung mit Kettenantrieb, 6 die Leistungsklasse des Dieselmotors, etwa 120 PS, sowie a und b die Motorvarianten.
Die Lokomotiven sind für Rangieraufgaben konstruiert worden, bei denen Kleinlokomotiven mit der Leistung um 55 PS nicht mehr ausreichten. Von den Lokomotiven mit beiden Motorvarianten wurden 98 Exemplare hergestellt, die hauptsächlich an private Betriebe ausgeliefert wurden. Dabei bildeten die 
- RAF Germany mit sieben,
- Westfalenhütte mit sechs,
- und die verschiedenen Unternehmenssparten der Hoesch AG mit fünf Exemplaren die größten Abnehmer.

Mehrere Lokomotiven wurden nach Italien und in die Niederlande geliefert.

## Konstruktive Merkmale
Die zweiachsige Rangierlokomotiven besitzen einen Vorbau für die Maschinenanlage und einen Endführerstand. Dabei sind nach mehrmaligen Umbauten äußerlich keine Unterscheidung mehr zwischen den MV 6a und den MV 6b zu sehen. Unterschiede gibt es bei geraden und schrägen Vorbauten, abgerundeten und scharfen Vorbauecken sowie Scheinwerfer auf der Pufferbohle aufgesetzt oder im Vorbau integriert. Die Lokomotiven der Westfalenhütte wurden im Betrieb öfter Führerhaus an Führerhaus gekuppelt und hatten deshalb eine Übergangstür mit Faltenbalg in der Führerhausstirnwand.
Die Lokomotiven waren ab Werk mit einem Sechszylinder-Viertakt-Dieselmotor von Orenstein & Koppel sowie einem Strömungsgetriebe von Voith ausgerüstet. Dem am Strömungsgetriebe angeschraubtem Wendegetriebe folgte der Kraftantrieb der Lokomotiven über Kettenrad und Rollenkette auf die beiden Antriebsachsen. Einige Lokomotiven wurden mit einer indirekten Bremse ausgerüstet, der Luftbehälter befand sich hinter dem Rangiertritt, der von der Pufferbohle bis hinter die vorderen Antriebsachse reicht.

## Einsatz

### Delmenhorst-Harpstedter Eisenbahn
Die einzige Lokomotive der Reihe, die auch auf einer Privatbahn im Einsatz stand, wurde 1956 an die Bergwerksgesellschaft Mariaglück bei Celle geliefert. Sie verblieb dort bis 1970, danach war sie bei der Kali und Salz AG im gleichen Ort im Einsatz. 1976 wechselte sie zu den Guano-Werken nach Nordenham, 1988 zu den Delmenhorst-Harpstedter Eisenbahnfreunden, wo sie die Nummer 1 erhielt. Ein Jahr später wechselte Maschine zur Delmenhorst-Harpstedter Eisenbahn, die sie mit der Nummer 8 bezeichnete. Die Lokomotive rangierte hier für die Firma Moderne Bauelemente zwischen Heiligenrode und Groß Mackenstedt.
1990 erlitt sie einen Motorschaden, als Ersatz wurde ein gebrauchter Sechszylinder-Viertakt-Dieselmotor von Daimler-Benz OM 402 mit einer Leistung von 170 PS eingebaut. Nach wenigen Jahren wurde sie zur Reservelok und 2004 an die Firma Schweerbau in Stadthagen verkauft. Dort befand sich die Lokomotive noch 2009.

### Weitere erhaltene Lokomotiven

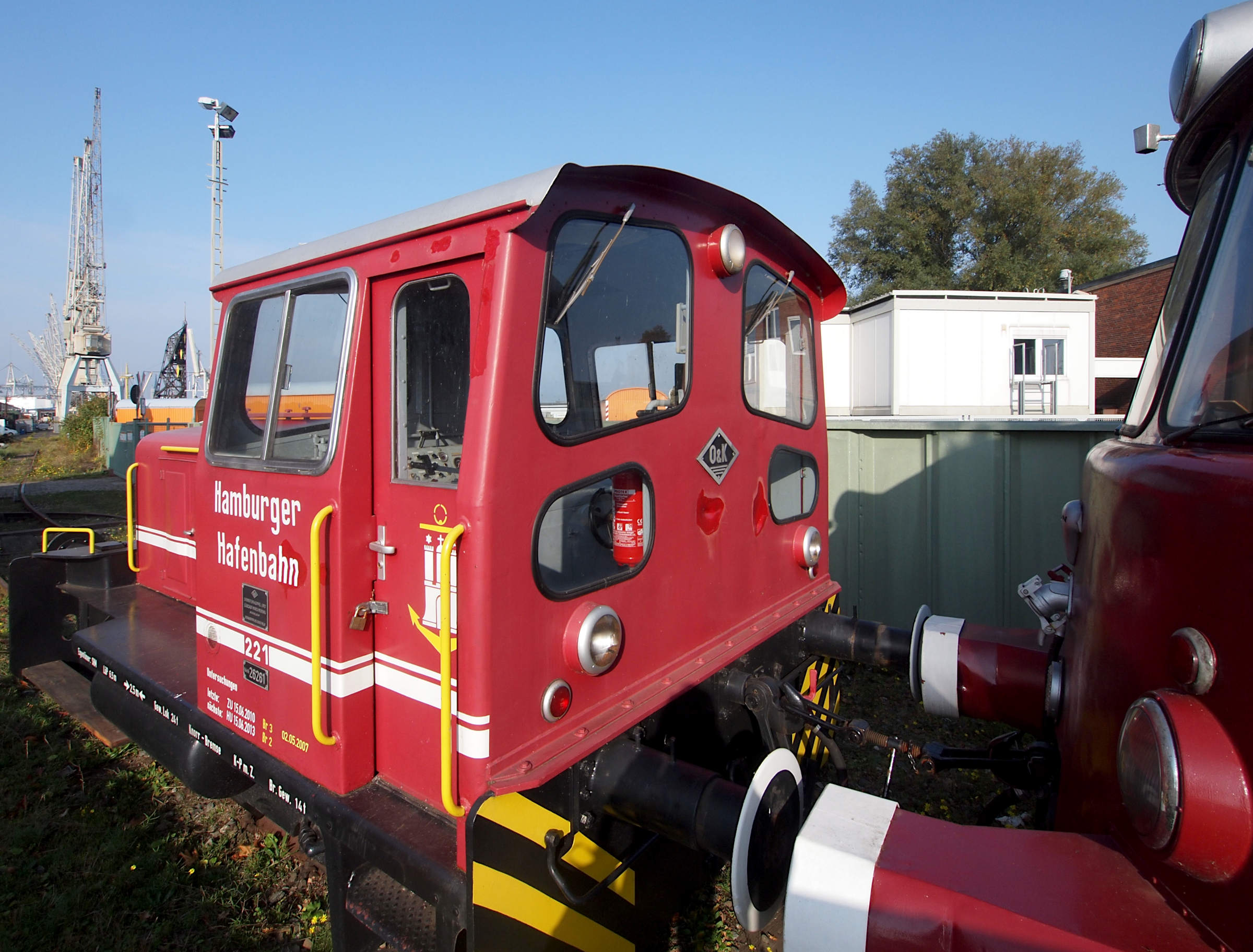
Lok 221 der Historischen Hafenbahn Hamburg

Folgende Firmen, Vereine oder Museen besitzen Lokomotiven der Typenreihen:
- Westfälisches Industriemuseum,[9]
- Fränkische Museums-Eisenbahn,[10]
- Berliner Eisenbahnfreunde,[11]
- Oldtimer Museum Rügen,[12]
- Förderverein Wupperschiene,[13]
- Rheinisches Industriebahn-Museum,[14]
- Förderverein Werra-Fulda-Bahn,[15]
- Eisenbahnmuseum Bahnhof Kleinkummerfeld,[16]
- Modell- und Eisenbahn-Club Selb-Rehau,[17]

Einige Fahrzeuge sind 2020 noch im täglichen Einsatz, einige wurden als Denkmal aufgestellt.